# Dani Clos
Dani Clos (Barcelona, 1988. október 23. –) spanyol autóversenyző, a Hispania Racing egykori tesztpilótája.

## Karrierje
2001-ben kezdett el gokartozni, majd 2003-ban megnyerte a spanyol gokartbajnokságot. 2004-ben kezdett együléses autókkal versenyezni, a Formula Junior bajnokságban 4. helyezett lett összetettben.
2005-ben egyszerre vett részt a nemzetközi Formula Renault és olasz Formula Renault sorozatban. 2006-ban mindkét sorozatban a Jenzer versenyzője volt.
2007-ben a Formula-3 Európa-bajnokságon versenyzett, de nagy sikert nem ért el, az összbajnokság 13. helyén intették le.
2009-ben a GP2-bajnokság versenyzője lett, 2010-ben nyerte meg az első versenyét ebben a sorozatban. 2011-ben az összbajnokság 9. helyén végzett. 2012-ben csak vendégpilótaként vehetett részt a GP2-ben.
2012-ben a Hispania Racing tesztpilótája lett. Egyes versenyeken a szabadedzéseken is engedték, hogy részt vegyen.
A Hispania Racing még abban az évben megszűnt. Dani Clos hosszú, tízéves szünetet tartott a sporttól, amíg 2024-ben be nem jelentették, hogy Sergio Pérez motorcsónakcsapatának, a Team Checónak a tagja lesz az E1-bajnokságban, az első kizárólag elektromos motorcsónakok számára készült versenysorozatban.